# Richard Riordan
Richard J. Riordan (ur. 1 maja 1930 w Nowym Jorku, zm. 19 kwietnia 2023 w Los Angeles) – amerykański polityk, burmistrz Los Angeles w latach 1993–2001.

## Życiorys
Amerykanin pochodzenia irlandzkiego, weteran wojny koreańskiej. Jest absolwentem filozofii na Princeton University, uzyskał tytuł doktora nauk prawnych na University of Michigan Law School. Przed objęciem stanowiska burmistrza odnosił sukcesy jako inwestor, zwłaszcza przedsięwzięcia typu venture. Pracował też we własnej kancelarii prawnej.

## Burmistrz
Riordan został pierwszym republikańskim burmistrzem Los Angeles w przeciągu 30 lat. Ważniejszymi osiągnięciami jego kadencji była budowa Czerwonej Linii metra (choć kontrowersje budziły przekroczenie budżetu budowy), włączenie lokalnych społeczności do zarządzania miastem, a także poprawa stanu szkół miejskich. Jako burmistrz pobierał tylko dolara rocznej pensji.
Po złożeniu stanowiska uczestniczył i przegrał w wyborach na gubernatora Kalifornii w 2002 roku.